# Kasim Ahmed Sayed
Kasim Ahmed Sayed (ar. قاسم أحمد السيد الحيالي;ur. 10 listopada 1939 w Bagdadzie, zm. 14 maja 2012) – iracki zapaśnik walczący w stylu wolnym. Olimpijczyk z Rzymu 1960, gdzie zajął dziesiąte miejsce w wadze piórkowej.

## Letnie Igrzyska Olimpijskie 1960
| Konkurencja      | Rundy eliminacyjne      | Rundy eliminacyjne        | Rundy eliminacyjne  | Klas. końcowa |
| Konkurencja      | Przeciwnik I            | Przeciwnik II             | Przeciwnik III      | Miejsce       |
| ---------------- | ----------------------- | ------------------------- | ------------------- | ------------- |
| 62 kg styl wolny | Roberto Vallejo (MEX) P | Stefanos Joanidis (GRE) Z | Louis Giani (USA) P | 10.           |